# Marco Rossi (hockeista su ghiaccio)
Marco Rossi (Asiago, 6 aprile 1986) è un ex hockeista su ghiaccio italiano, di ruolo difensore.

## Carriera
Rossi esordì nella stagione 2005-06 in A2 nell'Hockey Club Valpellice (27 presenze), per poi giocare le stagioni successive nell'Asiago Hockey, squadra della sua città, oltre che una breve parentesi nel Pontebba quando venne ceduto in prestito.
Nella stagione 2007-08 è ritornato a vestire la maglia dell'Asiago con la quale ha collezionato oltre 200 presenze e vinto 2 scudetti. Nell'estate 2012 si accasò nuovamente con il Pontebba, questa volta a titolo definitivo, salvo poi decidere ad inizio stagione di rimanere ad Asiago per motivi personali e ritirarsi dall'attività agonistica.

## Vita privata
Il 7 febbraio 2012 ha avuto il primo figlio (Francesco) dalla moglie.

## Palmarès

### Club
- Campionato italiano: 2

Asiago: 2009-2010, 2010-2011